# Dionfo
Dionfo és una localitat de la prefectura de Labé a la regió de Labé, Guinea, amb una població censada al març de 2014 de 12.633 habitants.
Està situada al nord del país, prop de la frontera amb Senegal.